# Janjinsko jezero
Jezero Pamvodida (grčki: Παμβώτιδα), ili Janjinsko jezero (Λίμνη Ιωαννίνων, starije ime jezera bilo je: Pamvotis Παμβώτις) je najveće jezero u periferiji Epir. 

## Zemljopisne osobine
Jezero se nalazi u sredini Prefekture Janjina u Grčkoj, leži u pravcu sjeverozapad-jugoistok. Na zapadu jezera nalazi se grad Janjina a na sjevernim obalama jezera leži naselje Perama preostali dio obale je poljoprivredno zemljište i šume.  
Uz jezero su smještene i male ribarske luke i jedna luka za izletničke brodove i nautičare, jezero ima i jedan otok na istočnom dijelu. Na otoku Nisi (Nisos), radi servis za brodove. Jezero je s tri strane; sjever, jug i istok (Mitsikeli) okruženo planinama. Grčka magistralna cesta GR-6 ide duž sjevernih obala jezera.

## Zanimljivosti
- Ime jezera Pamvotis prvi put se pojavljuje u 12 st. u komentarima uz Odiseju episkopa Eustatiusa iz Soluna.[1]
- Poduzeće Air Sea Lines, služi se jezerom za svoje hidroavione s kojima održava liniju za otok Krf.
- Otok Nisi, bio je posljednje utočište Ali Paše Janjinskog (Tepalena), koji se tu skrivao posljednjih godina svog života.
- U jezeru Pamvotida živi endemska vrsta ribe Tsima (Τσίμα).
- Dvije vrste mahovnjaka otkrivene su nedavno u jezeru.[2]

## Vanjske poveznice
- Slike s jezera Pamvotida - Dimitrios Sioutis
- O jezeru Pamvotida na stranicama GTP (engl.), (grč.)